# Réveil (nouvelle)
Pour les articles homonymes, voir Réveil.
Réveil est une nouvelle de Guy de Maupassant, parue en 1883.

## Historique
Réveil est d'abord publiée dans le Gil Blas du 20 février 1883, sous le pseudonyme Maufrigneuse. Le texte a été repris en recueil la même année dans Mademoiselle Fifi.

## Résumé
Mme Vasseur est une femme mariée à un industriel, vivant paisiblement dans le Sud. Toutefois, à cause de problèmes pulmonaires, elle doit quitter son village et se rendre à Paris, y ayant des parents. Là-bas, elle est l'objet de la convoitise de deux hommes qu'elle surnomme Capitaine Fracasse et Mouton fidèle ; deux hommes qu'elle méprise. Jusqu'à la nuit où un de ses songes la transporte aux côtés de "Mouton fidèle", goûtant les délices des caresses amoureuses. À son réveil, elle est tourneboulée. Le lendemain, elle ressent des difficultés à contenir son amour nouvellement né pour "Mouton fidèle". Celui-ci s'en rend vite compte, et elle lui avoue alors les causes de son trouble, tout en lui faisant promettre de ne jamais l'inciter à partager son amour, étant une femme mariée. Les deux passent donc du temps ensemble et, malgré la tentation, s'en tiennent à de chastes relations. Un jour, au retour de chez elle, elle trouve le second soupirant, "Capitaine Fracasse", l'attendant. Ses implorations désespérées lui rappellent celles du songe et elle se laisse rapidement bercer et emporter par le flot amoureux. Elle finit toutefois par "se réveiller", et prendre conscience que tout ceci n'est que résultat d'un songe, et réaliser le caractère artificiel de ces relations. Elle retourne donc dans le Sud, où elle retrouve son mari, mais cette expérience a contribué à accroître son pessimisme : "Il n'y a que les rêves de bons dans la vie" déclare-t-elle ainsi.

## Éditions
- Réveil, Maupassant, contes et nouvelles, texte établi et annoté par Louis Forestier, Bibliothèque de la Pléiade, éditions Gallimard, 1974  (ISBN 978 2 07 010805 3).